# 卡尔塔吉罗内

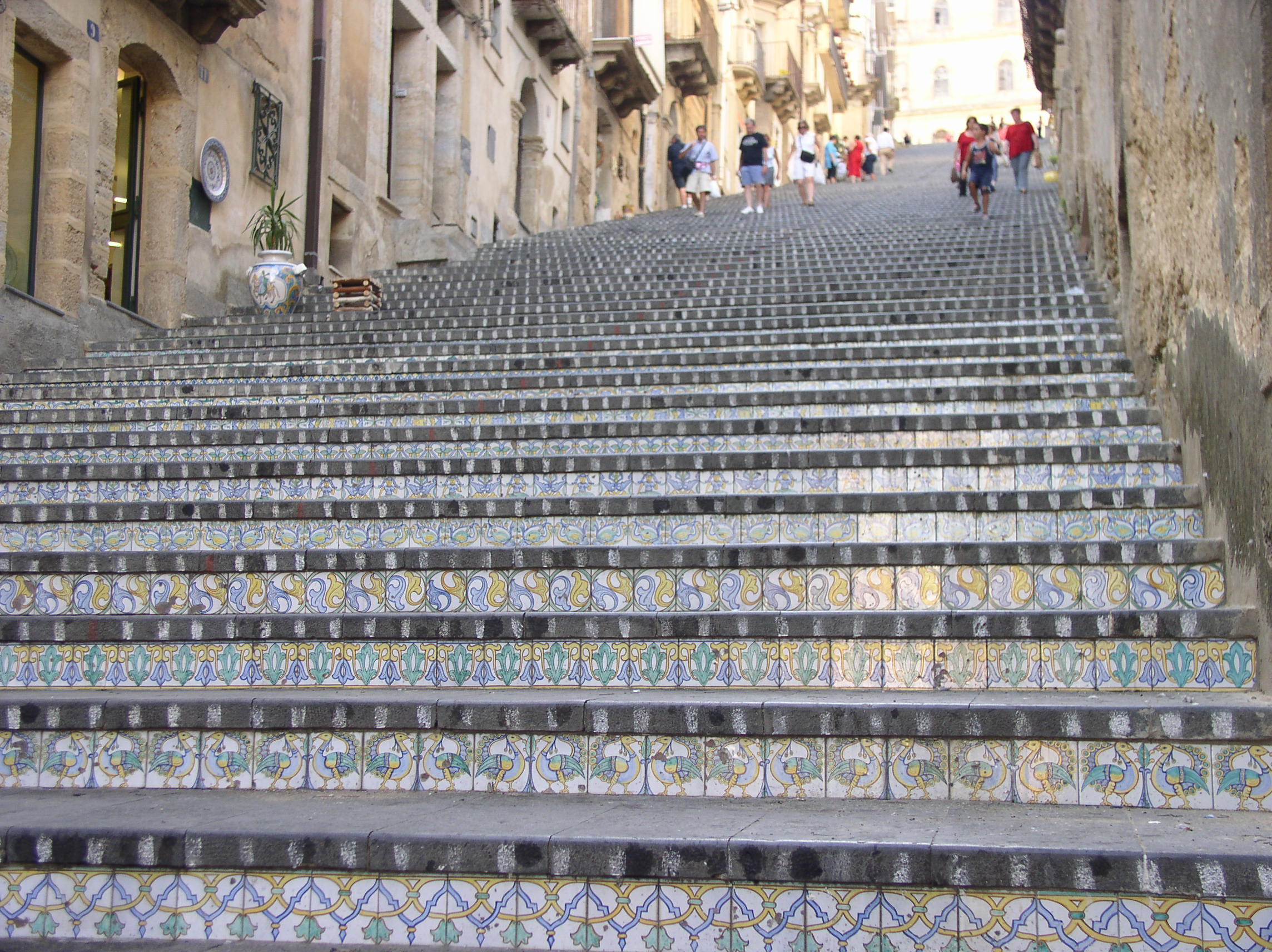
卡尔塔吉罗内用陶瓷装饰的阶梯

卡尔塔吉罗内（義大利語：Caltagirone，義大利語發音：[kaltadʒiˈroːne]），是意大利西西里大区卡塔尼亞廣域市的一个市镇，位于卡塔尼亚西南70公里，总面积382平方公里，人口39478人。海拔608米。ISTAT代码为087011。
该市历来以生产陶器著称。

## 历史

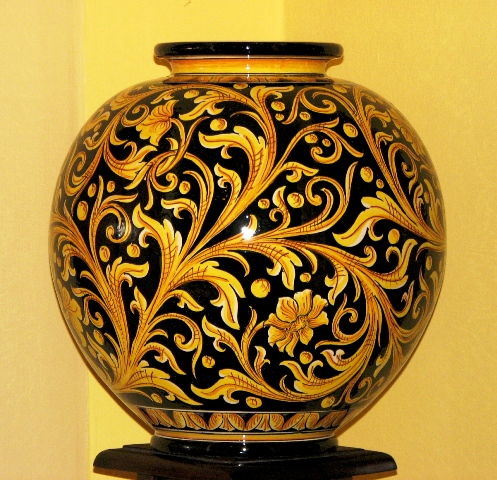
卡尔塔吉罗内的陶瓷花瓶

在1693年大地震中，该市几乎全部被破坏。此后重建的建筑为西西里巴洛克风格。目前这个城市被列为世界遗产。

## 著称
该市的主要地标是圣山圣母教堂前巨大的台阶，142级，1608年修建。每一级台阶都装饰着不同的手工装饰陶瓷，使用沿袭千年的传统样式。每年7月25日，该市的主保圣人圣雅各伯庆日，台阶上排列不同颜色的蜡烛。

## 友好城市
- 克罗地亚里耶卡
- 美国旧金山